# Angélica Arce
María Angélica Arce Mora (Ciudad de México, 27 de diciembre de 1957) es una diplomática mexicana. Desde 2017 se desempeña como Embajadora del Servicio Exterior Mexicano en la representación ante el Reino de Marruecos y, al mismo tiempo, como Embajadora recurrente ante Costa de Marfil, Guinea-Bisáu, Malí y Senegal. Tiene trayectoria diplomática desde hace más de 35 años en diferentes dependencias federales mexicanas y organismos Internacionales vinculados a Naciones Unidas.

## Biografía
Nació en la Ciudad de México el 27 de diciembre de 1957. Estudió en la Universidad Nacional Autónoma de México la Licenciatura de Relaciones Internacionales en la entonces ENEP Aragón de 1976 a 1979. Años más tarde, cursó la maestría de la misma carrera en Ciudad Universitaria (1989-1991).
Ingresó al Servicio Exterior Mexicano en enero de 1981 donde realizó un curso en el Instituto Matías Romero sobre Estudios Diplomáticos.

## Carrera profesional
Comenzó su carrera profesional colaborando en el  Departamento para Países Andinos y Departamento para América Central, ambos cuerpos pertenecientes a la Dirección General para América Latina y el Caribe del SEM en el año de 1981.
Al año siguiente pasó a ser parte de la Misión Permanente de México ante la ONU y otros Organismos Internacionales con sede en Ginebra, Suiza de 1982 a 1987. Gracias a su experiencia con el sistema de Naciones Unidas, fungió como Jefe del Departamento para Asuntos de Desarme, en la Dirección General de Naciones Unidas entre los años 1987 y 1988.
Subsecuentemente se desempeñó como Subdirectora para Canadá, en la Dirección General para América del Norte de 1988 a 1990 y el año siguiente formó parte del Cuerpo Diplomático de la Embajada de México en Suecia hasta el año 1992.
En el mismo año, meses más tarde, regresó a México para desempeñarse como Directora de Organismos Internacionales en la Dirección General para el Sistema de las Naciones Unidas hasta que en 1996 pasó a ser Ministra en la Misión Permanente de México ante las Naciones Unidas con sede en Nueva York, EUA, cargo que ocupó hasta el 2001.
De 2002 a 2003 fue miembro y Coordinadora Política de la Delegación mexicana ante el Consejo de Seguridad durante el periodo que la Delegación mexicana fue elegida como miembro no permanente. Un año más tarde, fungió como Embajadora de México en Nueva Zelanda, concurrente con Islas Marshall y Tonga de 2004 a 2009. En 2010 fue designada para Delegada Federal de la Secretaría de Relaciones Exteriores en el Estado de Morelos. El mismo año fue elegida como Presidenta de la Comisión de Personal del Servicio Exterior Mexicano hasta el año 2013 cuando volvió a fungir como Delegada Federal de la Secretaría de Relaciones Exteriores en el Estado de Morelos terminando su gestión en junio de 2017.  Desde abril de 2017 ha sido ratificada como Embajadora de México ante el Reino de Marruecos y concurrente ante Costa de Marfil, Guinea-Bissau, Mali y Senegal.